# Якамара смугастогруда
Якамара смугастогруда (Brachygalba goeringi) — вид дятлоподібних птахів родини якамарових (Galbulidae).

## Поширення
Вид поширений на півночі Колумбії та Венесуели. Трапляється у галерейних лісах. 

## Опис
Птах завдовжки 18 см. Дзьоб завдовжки 51 мм. Голова і шия світло-сірувато-коричневі; спина і крила темно-оливкового або зеленувато-синього до синюватого чорного кольору; горло кремового кольору; груди та боки коричневі; черево біле.

## Спосіб життя
Живиться комахами, на яких полює на льоту. Гніздо облаштовує в норі, яку викопує на обривистих берегах річок, ярах або урвищах.